# Matrimonio a 4 mani
Matrimonio a 4 mani (It Takes Two) è un film del 1995 diretto da Andy Tennant. È ispirato al romanzo tedesco Carlottina e Carlottina (Das doppelte Lottchen, 1949) di Erich Kästner (su cui la Disney basò Il cowboy con il velo da sposa del 1961 con Hayley Mills), oltre a contenere riferimenti a Il principe e il povero di Mark Twain.

## Trama
Alyssa Callaway e Amanda Lemmon sono due bambine che vivono due vite completamente diverse: la prima è figlia di un ricco imprenditore e alla quale è mancata la madre, la seconda vive in un orfanotrofio, accudita dalla dolce Diane Barrows. Le due, pur non conoscendosi, sono perfettamente identiche. Entrambe le bambine vivono momenti complicati: Amanda sta per essere adottata dai Butkis, una famiglia che prende con sé diversi orfani da far lavorare gratis nella propria azienda; Roger, il padre di Alyssa, si fidanza invece con l'avida Clarice Kensington, che vuole sposarlo solo per soldi e odia la bambina al punto da volerla mandare in collegio.
Diane porta Amanda e gli altri orfani in campeggio nella proprietà di Roger. Mentre le due sono alle prese coi rispettivi problemi, si incontrano per caso in un bosco, e scoprendo di essere uguali decidono di scambiarsi i ruoli e vivere una giornata ciascuna nei panni dell'altra. In questo modo Amanda ha occasione di vivere un giorno negli agi e nelle ricchezze, mentre Alyssa si diverte al campeggio con gli altri bambini. Le due comprendono intanto che Diane e Roger sono fatti per stare insieme, e organizzano un piano per farli conoscere.
Le due si scambiano continuamente di ruolo e, tra imprevisti e avventure, riescono a far conoscere Roger e Diane, che in effetti sono da subito attratti l'uno dall'altra. Tuttavia Clarice, alla quale vengono combinati una serie di dispetti, scopre l'infatuazione del futuro marito per l'altra e decide di anticipare il matrimonio in modo da legare l'uomo a sé prima che possa lasciarla per Diane. Ciò avviene mentre le due bambine si sono scambiate di ruolo: in questo modo Amanda viene condotta a New York perché partecipi alle nozze del padre, mentre Alyssa viene portata al suo posto dai Butkis.
Con l'aiuto di Vincent, il fedele maggiordomo di Roger, Diane viene messa al corrente di tutto l'accaduto; Alyssa viene recuperata a bordo di un elicottero e le due corrono alla Chiesa di San Bartolomeo di New York. Qui, grazie ai dispetti delle due bambine, Roger si rende conto di quanto Clarice sia avida e meschina, e di quanto invece Diane sia adatta a lui. La nuova famiglia così formata da Roger, Diane, Alyssa e Amanda si allontana felice verso una nuova vita.

## Riconoscimenti
- 1996 - Nickelodeon Kids' Choice Awards
  - Miglior attrice a Mary-Kate e Ashley Olsen
  - Nomination Miglior attrice a Kirstie Alley

- 1996 - Young Artist Awards
  - Nomination Miglior attrice giovane 10 anni o meno a Mary-Kate e Ashley Olsen